# Rumba (Kuba)
Rumba bedeutet im Zusammenhang mit Kuba in erster Linie die afrokubanische Rumba. Allerdings wird auch die Turniervariante des Lateinamerikanischen Tanzes Rumba als „kubanisch“ bezeichnet.
Das Verständnis des Worts außerhalb von Kuba dürfte davon beeinflusst sein, dass 1906 erstmals Tonaufnahmen unter dem Namen „Rumba“ gemacht wurden. Sie stammen von Sängern aus dem populären Musiktheater, und damals wurden die Schlussnummern musikalischer Revuen so genannt.
Verbreiteter ist die Meinung, dass sich Musik und Tanz des Son Cubano in den USA der 20er Jahre nicht als son vermarkten ließen und deswegen ein anderer Name gesucht wurde.